# 角谷耕水
角谷 耕水（かくたに こうすい、生没年不詳）は明治時代の日本画家。

## 来歴
尾形月耕の門人。明治27年（1894年）の日本青年絵画協会第3回絵画共進会に「舌切雀」を出品、三等褒状を受け、また、翌明治28年（1895年）の日本青年絵画協会第4回絵画共進会に「満艦作飾図」を出品、同じく三等褒状を受けている。